# Grebnice (Republika Serbska)
Grebnice (cyr. Гребнице) – wieś w Bośni i Hercegowinie, w Republice Serbskiej, w gminie Šamac. W 2013 roku liczyła 443 mieszkańców.